# Roland Krauß
Roland Krauß (* 22. September 1946; † 2011) war ein deutscher Fußballspieler, der für den 1. FC Lokomotive Leipzig und die BSG Chemie Leipzig zwischen 1966 und 1971 in der DDR-Oberliga, der höchsten Spielklasse im DDR-Fußball, spielte. Krauß war mehrfacher DDR-Juniorennationalspieler.

## Sportliche Laufbahn
Im Alter von zehn Jahren wurde Roland Krauß in die Fußballkindermannschaft des SC Lokomotive Leipzig aufgenommen. Sein Vater Fritz war ein früherer Leipziger Stadtauswahlspieler. Bei der Umstrukturierung des Leipziger Fußballs wechselte er im Sommer 1963 zum SC Leipzig, wo er in die Juniorenmannschaft aufgenommen wurde. Im Herbst des Jahres wurde er in den Kader der DDR-Juniorennationalmannschaft berufen, für die er bis 1965 fünfzehn Juniorenländerspiele bestritt, in denen er einmal zum Torerfolg kam.
In der Saison 1966/67 kam er zu seinem ersten Einsatz in der Oberliga. In der Begegnung des 21. Spieltages 1. FC Lokomotive Leipzig (aus dem SC Leipzig ausgegliedert) – FC Vorwärts Berlin war er als Mittelfeldspieler eingesetzt worden. Es war in dieser Spielzeit sein einziger Oberligaeinsatz, und auch 1967/68 spielte Krauß nur dreimal in der Oberliga.
Zur Saison 1968/69 wechselte Krauß innerhalb von Leipzig zum Oberligarivalen BSG Chemie. Er konnte seine Oberliga-Einsatzrate schon in der ersten Spielzeit mit 13 Spielen deutlich erhöhen, wurde aber erst gegen Saisonende als Abwehrspieler regelmäßig aufgeboten. In der folgenden Saison 1969/70 war er als Stammspieler etabliert, weiter in der Abwehr eingesetzt, verpasste er nur zwei der 26 Oberligaspiele. 1970/71 hatte er mehrere Ausfälle, sodass er nur auf 17 Einsätze in der Oberliga kam. Die Saison beendete Chemie Leipzig als Absteiger, und Krauß musste nach elf DDR-Liga-Spielen einen 18-monatigen Wehrdienst in der Nationalen Volksarmee antreten.
In der Aufstiegsrunde 1974 zur Oberliga tauchte Krauß als Spieler beim DDR-Liga-Staffelsieger Chemie Böhlen auf. Er wurde in vier der acht Aufstiegsspiele eingesetzt, aber auch mit dem ehemaligen Oberligaspieler schafften die Böhlener den Aufstieg nicht. Anschließend absolvierte Krauß in den Spielzeiten 1974/75 und 1975/76 17 der 44 ausgetragenen DDR-Liga-Spiele und erzielte dabei fünf Tore.
Im Sommer 1976 kehrte Krauß wieder zu Chemie Leipzig zurück. Die Leipziger waren zum wiederholten Male in die DDR-Liga abgestiegen, konnten aber mit Krauß’ Hilfe sofort wieder in die Oberliga aufsteigen. Krauß war daran mit 14 von 22 Punktspielen und einem Tor sowie in der Aufstiegsrunde mit zwei Spielen und einem Tor beteiligt. Zu diesem Zeitpunkt war er bereits 31 Jahre alt und kam zur Saison 1977/78 nicht mehr in der Oberliga zum Einsatz. Stattdessen spielte er noch eine Saison mit der 2. Mannschaft in der drittklassigen Bezirksliga, bevor er seine Laufbahn als Fußballspieler beendete.
Ab 1978 war er Trainer der Junioren und ab 1980 der zweiten Mannschaft der BSG Chemie Leipzig. Ab 1989 führte er den SV Lipsia 93 von der Stadtklasse bis in die Bezirksliga. Später wurde Krauß Nachwuchskoordinator und Trainer der Zweiten Mannschaft des FC Sachsen Leipzig.

## Familie
Rolands Vater war der Fußballspieler Fritz Krauß, der u. a. bei Wacker Leipzig kickte. Dessen älterer Bruder Gustav Krauß, ein Fleischermeister in Leutzsch, war Mitbegründer des FC Britannia 1899, Vorgängerverein des TuRa Leipzig und der BSG Chemie Leipzig. Auch deren gemeinsamer Bruder Max trat als Spieler für Wacker Leipzig an. Rolands Sohn Holger Krauß spielte für mehrere Leipziger Vereine, den Nachwuchs von Bayer 04 Leverkusen (u. a. Kapitän der U-19) sowie den FSV Zwickau und den Halleschen FC. Holger war zudem in den Jahren von 2015 bis 2017 Fußballtrainer beim SSV Markranstädt. Holgers Sohn Tom Krauß – Enkel von Roland – ist Fußballprofi in der Ersten und Zweiten Bundesliga (RB Leipzig, 1. FC Nürnberg, FC Schalke 04).